# 1. Sinfonie (Honegger)
Die Symphonie Nr. 1 H75 des schweizerischen Komponisten Arthur Honegger wurde 1929/1930 als Auftragskomposition für das Boston Symphony Orchestra komponiert. Sie besitzt wie alle Symphonien Honeggers drei Sätze und ist tonal auf den Ton C angelegt.

## Instrumentation und Satzbezeichnungen
Piccoloflöte, 2 Flöten, 2 Oboen, Englischhorn, 2 Klarinetten, Bassklarinette, 2 Fagotte, Kontrafagott – 4 Hörner, 3 Trompeten, 3 Posaunen, Tuba – Große Trommel, Tamtam – 1. und 2. Violinen, Bratschen, Violoncelli und Kontrabässe.
1. Allegro moderato
2. Adagio
3. Presto

## Musik
Der erste Satz ist mit kontrapunktischen Motiven durchsetzt und steht noch ganz im massiven Stil seiner früheren Orchesterwerke wie zum Beispiel Pacific 231. Harte, an maschinelle Klänge angelehnte Achtelrhythmen werden stets vom Blech mit Chromatik und Synkopen durchsetzt. Das breit angelegte Adagio wird von einer Streichermelodie beherrscht, welche nach einer Auslegung im Orchestertutti zu Ende des Satzes wieder auf die Anfangstakte zurückkehrt, verzerrt von Posaunenglissandi und Melodiefetzen der Holzbläser. Das Finale ist mit toccataartiger Gestalt konzipiert. Man findet auch ein orchestrales Überlagerungsprinzip, das heißt der Hinzufügung von immer wieder neuen Instrumentengruppen – einer von Honegger des Öfteren angewendeten Kompositionstechnik. Unerwartet geht das Presto am Schluss in ein Andante tranquillo über. Dieser Epilog wird von Bläsermelodien dominiert und ist gegenüber der restlichen Komposition harmonisch sehr angepasst.

## Entstehung und Uraufführung
Der Dirigent der Uraufführung von Pacific 231, Serge Koussevitzky, beauftragte Honegger 1929 mit der Komposition eines Orchesterstücks für die Feier des 50-jährigen Bestehens des Boston Symphony Orchestra. Aus diesem Auftrag heraus entstand die erste Symphonie, welche von den Auftraggebern am 13. Februar 1931 uraufgeführt wurde.